# Botryobasidium simile
Botryobasidium simile ist eine Ständerpilzart aus der Familie der Traubenbasidienverwandten (Botryobasidiaceae). Sie bildet resupinate, spinnwebartige Fruchtkörper aus, die auf Totholz von Laubbäumen wachsen. Das Verbreitungsgebiet von Botryobasidium simile umfasst die gemäßigte Holarktis. Die Anamorphe der Art ist unter dem Namen Haplotrichum simile beschrieben worden.

## Merkmale

### Makroskopische Merkmale
Botryobasidium simile besitzt weißliche bis cremefarbene, gespinstartige Fruchtkörper, die resupinat (also vollständig anliegend) auf ihrem Substrat wachsen und unter der Lupe leicht netzartig erscheinen.

### Mikroskopische Merkmale
Wie bei allen Traubenbasidien ist die Hyphenstruktur von Botryobasidium simile monomitisch, besteht also nur aus generativen Hyphen, die sich rechtwinklig verzweigen. Die Basalhyphen sind hyalin, schmal (meist 7–10 µm breit) und nicht inkrustiert. Die 6–8 µm dicken Subhymenialhyphen sind hyalin, kurzzellig, dünnwandig und cyanophil. Die Art verfügt nicht über Zystiden oder Schnallen. Die selten vier- oder acht-, meist sechsporigen Basidien der Art wachsen in Nestern, werden 10–18 × 6,5–8,5 µm groß und sind leicht gestielt. Die Sporen sind schiff- bis spindelförmig und meist 9–11 × 3–3,5 µm groß. Sie sind glatt, dünnwandig und hyalin.

## Verbreitung
Die bekannte Verbreitung von Botryobasidium simile umfasst mit dem nördlichen Europa und Nordamerika die gemäßigte Holarktis.

## Ökologie
Botryobasidium simile ist ein Saprobiont, der Totholz von Laubbäumen besiedelt. bekannte Substrate sind unter anderem Weiß-Pappel (Populus alba) und Gemeine Esche (Fraxinus excelsior).